# Túnel de Músser
El Túnel de Músser és un pas subterrani de la carretera N-260 que comunica La Seu d'Urgell amb Puigcerdà, a la comarca de l'Alt Urgell i Cerdanya, paral·lel al Riu Segre. El túnel es troba al punt quilòmetric 207.5 de la N-260 - Eix Pirinenc, a Músser, terme municipal de Lles de Cerdanya.

## Canvi de comarca
La característica principal del túnel és la seva situació. En una boca del túnel esdevens a la comarca de l'Alt Urgell i a l'altra boca ets a la Cerdanya. Com que no hi ha cap senyalització comarcal entre aquestes dues comarques pirinenques, és aquest túnel la referència. De fet, no hi ha senyalització comarcal a causa que la carretera N-260 correspon a l'estat. Cal afegir però, que cap administració ha demanat la incorporació de la senyalització.

## Llista de túnels de la N-260 a l'Alt Urgell i Cerdanya
Prop d'aquest túnel i a poca distància, hi han una gran quantitat de túnels.
A la carretera N-260 - Eix Pirinenc, des de la comarca de l'Alt Urgell (la Seu d'Urgell) cap a Puigcerdà (Cerdanya) trobem els següents túnels en aquest ordre:

### Alt Urgell
- Túnel de Torres d'Alàs, 
  - Llargada: 114 metres
  - Punt quilòmetric 222
  - Municipi d'Alàs

Túnel de Músser — separació entre Alt Urgell i Cerdanya

### Cerdanya
- Túnel de Lles,
  - Llargada: 270 metres
  - Punt quilòmetric 207
  - Municipi de Lles de Cerdanya
- Túnel de Sant Martí dels Castells,
  - Llargada: 63 metres
  - Punt quilòmetric 222
  - Municipi de Sant Martí dels Castells entre Martinet i Bellver